# Ischiopsopha harti
Ischiopsopha harti är en skalbaggsart som beskrevs av Alexis och Delpont 2000. Ischiopsopha harti ingår i släktet Ischiopsopha och familjen Cetoniidae. Inga underarter finns listade i Catalogue of Life.